# Silvana Editoriale
Silvana Editoriale (Silvana Editoriale d'Arte) è una casa editrice italiana d'arte con sede a Cinisello Balsamo, in via dei Lavoratori.

## Storia
Silvana Editoriale viene fondata a Milano nel 1945 da Amilcare Pizzi (Milano, 1891-1974), già fondatore nel 1923 della stamperia Arti Grafiche Amilcare Pizzi.

Il nome della casa editrice è un omaggio alla figlia Silvana, morta prematuramente nel 1944.
Il primo volume pubblicato dalla casa editrice nel 1945 è la monografia dedicata a Giotto, curata da Carlo Carrà.
Silvana Editoriale si costituisce come casa editrice autonoma nel 1948.
Fin dai primi anni della sua attività, Silvana Editoriale si dedica alla cura e pubblicazione di monografie dei maestri dell'arte. Successivamente al volume dedicato a Giotto, vengono pubblicati i cataloghi dedicati a Masaccio, curato da Mario Salmi, Tiepolo, curato da Antonio Morassi e Beato Angelico, curato da Anna Maria Francini Ciaranfi.
Si occupa della realizzazione dei cataloghi delle mostre italiane, in particolare nell'ambito della città di Milano: Pittori della realtà in Lombardia (Milano, Palazzo Reale, aprile - giugno 1953); Pittura Olandese del '600 (Roma, Palazzo delle Esposizioni, 1954); Mostra d'Arte Iranica (Roma, Palazzo Brancaccio, 1956) e Picasso (Milano, Palazzo Reale, settembre - dicembre 1953).
 Alla realizzazione dei cataloghi collaborano critici d'arte e storici dell'epoca, tra cui Giovanni Testori e Marco Valsecchi.
Pubblica la monografia dedicata ad Andrea Mantegna curata da Giuseppe Fiocco. Il volume è l'unica testimonianza fotografica a colori degli affreschi che il pittore aveva realizzato per la Cappella Ovetari nella chiesa degli Eremitani a Padova, distrutta dai bombardamenti durante la Seconda guerra mondiale.
Nel 1959 la casa editrice pubblica, per la prima volta in italiano, la raccolta completa delle Lettere di Vincent van Gogh, suddivisa in tre volumi e con un'introduzione critica di Johanna Bonger.
A partire dagli anni settanta, Silvana Editoriale inizia a realizzare e distribuire cataloghi corredati da fotografie commissionati da diversi gruppi bancari italiani, quali il gruppo Cariplo, il gruppo dell'Istituto Bancario San Paolo di Torino, Credito Italiano e il gruppo Ras, che in quegli anni erano interessati (nell'ambito delle proprie politiche aziendali) alla valorizzazione del patrimonio artistico e del territorio in cui si trovavano maggiormente a operare.

Tra il 1976 e il 1977 inizia una collaborazione con la Regione Lombardia, che porta alla nascita della collana Mondo Popolare in Lombardia, una serie di volumi dedicati alle città lombarde, alle arti e ai mestieri del mondo contadino e artigiano.
 Il primo volume è dedicato alla città di Bergamo, ed è corredato da foto, dati tecnici riguardanti le geofisica del territorio e testi descrittivi.
Con l'inizio degli anni novanta, la casa editrice amplia la propria attività. Cura diverse monografie aziendali, su richiesta delle aziende italiane storiche quali Barilla, Buitoni, Perugina e Star.
A queste pubblicazioni e a quelle più tradizionali si aggiungono i cataloghi delle mostre e degli eventi espositivi, spesso affiancando le istituzioni nell'attività di gestione delle iniziative o supportando l'evento con l'apertura di librerie accanto alla sede espositiva. Queste attività si inaugurano nel 1998 nell'ambito della mostra La Dama con l'ermellino di Leonardo da Vinci (Roma, Milano, Firenze, ottobre 1998 - gennaio 1999), cui seguono le mostre, per citarne alcune:
- Parmigianino e il Manierismo Europeo (Parma, 8 febbraio - 15 maggio 2003)
- Perugino il divin pittore (Perugia e Umbria, 28 febbraio - 5 settembre 2004)
- Antonello da Messina (Roma, 18 marzo - 25 giugno 2006)
- Giovanni Bellini (Roma, Scuderie del Quirinale, 29 settembre 2008 - 11 gennaio 2009)
- Canova. L'ideale classico tra scultura e pittura (Forlì, 25 gennaio - 21 giugno 2009)

Nel 2009 la casa editrice ha festeggiato il suo sessantesimo anno di attività. Il catalogo conta annualmente circa 400 titoli dedicati a diverse tematiche: archeologia, arte contemporanea, architettura, design, fotografia.

## Silvana Editoriale e UNESCO
Nel 1954 Silvana Editoriale inizia una collaborazione con l'UNESCO, che porta alla realizzazione della collana editoriale "Collezione UNESCO dell'Arte Mondiale".
Si tratta di una serie di cataloghi d'arte e fotografici tradotti in cinque lingue (italiano, inglese, francese, tedesco, spagnolo), realizzati con lo scopo di presentare al pubblico le meraviglie dell'arte dal mondo. Ogni catalogo è dedicato a una nazione o a un'area geografica. Di seguito, l'elenco dei primi dieci volumi pubblicati:
- India, pittura delle grotte di Ajanta - introduzione di Madanjeet Singh (Milano, 1954)
- Egitto, pittura delle tombe e dei templi - introduzione di Jaques Vandier (Milano, 1954)
- Australia, pitture aborigene, Terra di Arnhem - introduzione di Herbert Read (Milano, 1954)
- Jugoslavia, affreschi medievali - introduzione di Svetozar Radojcic (Milano, 1955)
- Norvegia, pitture delle stavikirker - introduzione di Louis Grodecki (Milano, 1955)
- Iran: miniature persiane, Biblioteca Imperiale - introduzione di Andre Godard (Milano, 1956)
- Italia, gli affreschi a Firenze - introduzione di Mario Salmi (Milano, 1956)
- Ceylon, pitture di santuari - prefazione di William G. Archer, introduzione di Senarath Paranavitana (Milano, 1957)
- Spagna, pitture romaniche - introduzione di Juan Ainaud (Milano, 1957)
- Cecoslovacchia: codici miniati romani e gotici - introduzione di Jan Kvet (Milano, 1959).

La collaborazione si conclude nel 1962 con il volume dedicato a Cipro.